# 北村隆幸
北村 隆幸（きたむら たかゆき、1967年8月1日)は、大阪府出身の元スーツアクター・俳優。身長171cm。血液型はA型。JAC、宝井プロジェクトに所属していた。

## 出演

### テレビドラマ
- 監察医・室生亜季子（1986年 - 2007年、フジテレビ） - 医師 役
- 外科医有森冴子 パート1（1990年、日本テレビ） - 助手・阿部 役
- 赤ちゃんが来た（1994年、NHK） - 助監督 役
- 演歌・唱太郎の人情事件日誌 第2話（1996年、TBS）
- 失業白書（1997年、TBS） - 郵便配達員 役
- 蒲生邸事件（1998年、NHK）
- スウィートデビル 第3話（1998年、テレビ朝日）
- 古畑任三郎（1999年、フジテレビ）
- あぶない放課後（1999年、テレビ朝日） - 従業員 役
- 花村大介（2000年、フジテレビ） - 駅員 役
- 喪服のランデヴー（2000年、NHK） - 警官 役
- カバチタレ!（2001年、フジテレビ）
- 私を旅館に連れてって（2001年、フジテレビ） - 駅員 役
- 相棒（テレビ朝日）
  - pre season3（2001年） - 救急隊員 役
  - season1 第11話（2001年） - 野々村（管制官） 役
  - season2 第21話（2004年） - 刑事 役
  - season5 第12話（2007年） - 刑事 役
  - season6 第1話（2007年） - 記者 役
  - season7 第8・9話（2008年） - 刑事 役
- 共犯者（2003年、日本テレビ） - 運転手 役
- ムコ入り刑事 高山家・明の事件ファイル（2003年、TBS） - 鑑識官 役
- はるか17（2005年、フジテレビ）
- 花嫁は厄年ッ!（2006年、TBS）
- ライフ 〜壮絶なイジメと闘う少女の物語〜（2006年、フジテレビ）
- 気象予報士・大沢富士子の事件ファイル 晴れのち嵐 そして殺人（2007年、フジテレビ）
- ご近所探偵・五月野さつき 殺意の同窓会（2007年、TBS）
- モップガール（2007年、テレビ朝日）
- 派遣のオスカル 〜少女漫画に愛をこめて 第3回（2009年、NHK） - ドラッグストアの店員 役

### 特撮テレビドラマ
- スーパー戦隊シリーズ（テレビ朝日）
  - 超新星フラッシュマン（1986年 - 1987年） - 兵士ゾロー、グリーンフラッシュ（代役） 役[4]
  - 光戦隊マスクマン（1987年 - 1988年） - アングラー兵 役[5]
  - 地球戦隊ファイブマン（1990年） - 第6話ゲスト、消防隊員 役
  - 未来戦隊タイムレンジャー（2000年） - 第42話ゲスト、隊員 役
- 仮面ライダーシリーズ
  - 仮面ライダーBLACK（1987年 - 1988年、MBS） - 仮面ライダーBLACK（代役）[6][7]、怪人[8][注釈 1]、不良 役
  - 仮面ライダーBLACK RX（1988年 - 1989年、MBS） - 機甲隊長ガテゾーン、仮面ライダーBLACK RX（代役）[36]、バイオライダー（代役）[7]、クライシス皇帝[37]、怪人[注釈 2]、グランザイラス[62]、仮面ライダー2号[63]、仮面ライダースーパー1[63] 役
  - 仮面ライダー剣 第1話（2004年、テレビ朝日） - 研究員 役
- メタルヒーローシリーズ（テレビ朝日）
  - 時空戦士スピルバン（1986年 - 1987年） - キンクロン[64]
  - 機動刑事ジバン（1989年 - 1990年） - ヤギノイド、ジサツノイド[65]
  - 重甲ビーファイター 第48話（1995年 - 1996年） - ゲスト
  - ビーファイターカブト 第13話（1996年 - 1997年） - ゲスト
- 電光超人グリッドマン 第28話（1993年 - 1994年、TBS） - 通行人B 役
- ウルトラシリーズ
  - ウルトラマンガイア（1998年 - 1999年、毎日放送） - コンビナート職員（第12話ゲスト）、平野（青年期 / 第39話ゲスト） 役
  - ウルトラマンネクサス 第33話（2005年、CBC） - 群衆 役
  - ウルトラマンメビウス 第1話（2006年、CBC） - 父親 役
- 美少女戦士セーラームーン 第8話（2003年、CBC） - 司会者 役

### 映画
- 仮面ライダーシリーズ
  - 劇場版 仮面ライダーBLACK 鬼ヶ島へ急行せよ（1987年、東映） - ゴルゴム怪人 役
  - 劇場版 仮面ライダーBLACK 恐怖!悪魔峠の怪人館（1987年、東映） - ゴルゴム怪人 役
  - 仮面ライダー世界に駆ける（1989年、東映）- 機甲隊長ガデゾーン[66]
- あぶない刑事フォーエヴァー THE MOVIE（1998年）
- 時雨の記（1998年）

### オリジナルビデオ
- ウルトラセブン 果実が熟す日（1999年、バップ） - 警備員 役